# Роберт Штолц
Роберт Елизабет Штолц (25. августа 1880 – 27. јуна 1975.) био је аустријски текстописац и диригент, као и композитор оперета и филмске музике.

## Биографија
Штолц је рођен у Грацу од оца диригента и композитора Јакоба Штолца, и мајке концертне пијанисткиње Иде Бонди. Са седам година је био на турнеји по Европи као пијаниста, свирајући Моцарта. Студирао је на Бечком конзерваторијуму код Роберта Фукса и Енгелберта Хампердинка. Од 1899. дириговао је у Марибору (тада званом Марбург), Салцбургу и Брну пре него што је наследио Артура Боданцког у Позоришту на реци Вин 1907. Тамо је, између осталог, дириговао и првом извођењу Храброг војника Оскара Штрауса 1908. године, пре него што је 1910. постао слободни композитор и диригент. У међувремену је почео да компонује оперете и појединачне песме и постигао низ успеха на овим пољима.
Након што је служио у аустријској војсци у Првом светском рату, Штолц се углавном посветио кабареу и преселио се у Берлин 1925. Око 1930. почео је да компонује музику за филмове, као што је први немачки звучни филм Два срца у двочетвртинском такту, чији је насловни валцер брзо постао јако популаран.
Успон нацистичке Немачке навео је Штолца да се врати у Беч, али је и даље остао активан у Берлину. Путовао је аутомобилом између два града, па је у гепеку своје лимузине кријумчарио Јевреје и политичке избеглице преко немачко-аустријске границе. То му је пошло за руком 21 пут. Затим је дошао Аншлус и он се поново преселио, прво у Цирих, а затим у Париз, где је 1939. интерниран као непријатељски странац. Уз помоћ пријатеља пуштен је на слободу и 1940. године стигао је у Њујорк.
У Америци, Штолц је стекао славу својим концертима бечке музике, почевши од „Ноћ у Бечу“ (енгл. A Night in Vienna) у Карнеги холу. Као резултат тога, добио је многе позиве да компонује музику за емисије и филмове, и добио је две номинације за Оскара: „Валцер у облацима“ за Пролећну параду је номинован за најбољу оригиналну песму 1941. године, а његова музика за Догодило се сутра (енгл. It Happened Tomorrow) је номинован 1945. за најбољу музику у драми или комедији.
1946. Штолц се вратио у Беч, где је живео до краја живота. Шездесетих и седамдесетих година 20. века направио је бројне снимке оперета композитора као што су Јохан Штраус, Франц Лехар, Емерих Калман и Лео Фал.
1952. почиње да компонује за Бечку ревију на леду. Своју прву од 19 ледених оперета („Вечно вече“) посветио је европској шампионки Еви Павлик. Године 1970, поводом свог 90. рођендана, проглашен је за почасног грађанина Беча. Одликован је и Великом медаљом части Беча, као тек други музичар који је икада добио то признање (после Рихарда Штрауса).
У каснијим годинама користио је диригентску палицу наслеђену од Франца Лехара, која је првобитно била у власништву Јохана Штрауса и садржавала је Штраусове иницијале угравиране у сребру.
После смрти у Берлину 1975. године, биста Роберта Штолца је изложена у фоајеу Бечке државне опере. Сахрањен је у близини Јоханеса Брамса и Јохана Штрауса II у Средишњем бечком гробљу, а статуе су му подигнуте у Бечком Штатпарку, Пратеру, Берлин-Груневалду, Штутгарту, Баден-Бадену и другим местима широм Немачке и Аустрије. По њему је назван и један трг у Бечу Роберт-Штолц Плац, баш тамо где је живео до своје смрти - недалеко од Опернринга у Бечу, у близини Државне опере. По њему су назване улице широм Немачке (Диселдорф, Улм, Висбаден, Ален, Бремен) и Аустрије (Линц, Грац, Филах). Појавио се и на серији пригодних поштанских марака у Аустрији и Немачкој, као и у Мађарској, Уругвају, Парагвају, Северној Кореји и Сан Марину.

## Одабране оперете
- Срећница (1910)
- Плес до среће (1921)
- Крчма код белог коња (1930), заједно са Ралфом Бенацким
- Кад цветају мале љубичице (1932)
- Изгубљени валцер (1933)
- Венера у свили (1937)

## Одабране песме
- "Servus Du" (1912)
- "Wien wird erst schön bei Nacht"
- "Im Prater blühn wieder die Bäume"
- "Das ist der Frühling in Wien"
- "Du, du, du sollst der Kaiser meiner Seele sein." (1916)
- "Hallo, du süsse Klingelfee" (1919)
- "Salome, schönste Blume des Morgenlands" (1920)
- "Ich will deine Kameradin sein"
- "Die ganze Welt ist himmelblau"
- "Zwei Herzen im Dreivierteltakt"
- "Das Lied ist aus" (Frag nicht warum) (1930)
- "Wiener-Café" (Waltz)
- "Adieu mein kleiner Gardeoffizier"

## Изабрана филмографија
- Two Hearts in Waltz Time (1930)
- Hocuspocus (1930)
- The Song Is Ended (1930)
- The Merry Wives of Vienna (1931)
- The Theft of the Mona Lisa (1931)
- Madame Pompadour (1931)
- The Prince of Arcadia (1932)
- A Man with Heart (1932)
- I Do Not Want to Know Who You Are (1932)
- What Women Dream (1933)
- My Heart Calls You (1934)
- Two Hearts in Waltz Time (1934)
- My Heart Is Calling You (1934)
- Spring Parade (1934)
- Adventure on the Southern Express (1934)
- The Gentleman Without a Residence (1934)
- Circus Saran (1935)
- Heaven on Earth (1935)
- The Charm of La Boheme (1937)
- Who's Your Lady Friend? (1937)
- The White Horse Inn (1952)
- Come Back (1953)
- A Breath of Scandal (1960)

Опширније на: IMDB Robert Stolz